# Чисаго Сити (Минесота)
Чисаго Сити (енгл. Chisago City) град је у америчкој савезној држави Минесота.

## Демографија
По попису из 2010. године број становника је 4.967, што је 2.345 (89,4%) становника више него 2000. године.
| Група             | 2000.         | 2010.         |
| Белци             | 2.526 (96,3%) | 4.750 (95,6%) |
| Афроамериканци    | 14 (0,5%)     | 30 (0,6%)     |
| Азијати           | 12 (0,5%)     | 32 (0,6%)     |
| Хиспаноамериканци | 42 (1,6%)     | 82 (1,7%)     |
| Укупно            | 2.622         | 4.967         |